# پوبونجه
پوبونجه (به لهستانی:  Pobłędzie) یک روستا در لهستان است که در گمینا دوبنگنکی واقع شده‌است.